# 龐煖
龐 煖（ほう けん、紀元前4世紀末 - 紀元前3世紀半ば）は、中国戦国時代の趙の将軍・道家（思弁的哲学者）・縦横家（弁論家）・兵家（軍事思想家）。龐煥（ほうかん）あるいは龐子（ほうし、「龐先生」の意）とも。道家思想を修め、縦横家および兵家としての著作をそれぞれ執筆し、悼襄王のもと名将廉頗出奔後の趙の筆頭将軍として合従軍を指揮するなど、文武に優れた才人であった。

## 経歴

### 志学
若い頃は、楚の深い山奥で、道家の隠者である鶡冠子（かつかんし、「ヤマドリの羽根の冠をつけた先生」の意）のもと学問を学んだ。師や王侯との対話が道家の書『鶡冠子』全十九篇のうち七篇に収録されている。道家出身ではあるが、若年の頃から軍事に強い興味を持っていたようであり、師への質問も天と武の関係を問うものが多い。
また、趙人の劇辛が燕の昭王（在位紀元前312-279年）に仕える以前、親しくしていた。劇辛からは人となりを「与し易きのみ」（とても親しみやすい）と評され、縦横家としての著書も執筆するなど、弁舌に長けていた。
あるとき、趙の武霊王（在位紀元前326年-298年）に召しだされ、「戦わずして勝つ者こそ最善である」という孫子の兵法について意見を問われて、兵家と道家の両方の知識を用いて解説を行っている。龐煖の会見との前後は不明だが、実際に武霊王は考えなしに攻めるのではなく、他国の後継者争いに介入したり、胡服騎射という軍制改革を行ったりすることで、趙を軍事大国としている。『鶡冠子』武霊王篇に見られる弁論は以下の様なものである。
武霊王「余が流言飛語に聞くところでは、『百戦して勝つは善の善なるものにあらず、戦わずして勝つこそ善の善なるものなり』などという（『孫子』にもほぼ同一の文があるが、武霊王はこれを風聞の類として扱っている）。その解釈をお聞きかせ頂きたい」
龐煖「巧みな者は戦争に与しないことを貴ぶので、『計謀』を大いに上策として用いるのでございます。その次が『人事』に因ることです。そして下策が『戦克』です。
いわゆる『計謀』を用いるとは、敵国の君主を眩惑し、習俗を淫猥に変更させ、慎ましさを捨て驕って欲望のままにさせることです。そうすれば聖人のことわりは無くなります。人をえこひいきして親しくし、功績がないのに爵位を与え、勤労がないのに賞与を与え、機嫌のいい時は勝手に罪を許し、怒れば根拠なく人を殺し、民を法律で縛っておいて自らは慎ましやかな人間だとうそぶき、小人なのに自らを徳の至った者と見なし、無用の長物を頻繁に用い、亀甲占いに没頭し、高徳の道義というものが意中の人（を贔屓すること）よりも下になります。
いわゆる『人事』に因るとは、（賄賂として）幣帛をつらね貨財を用いて繰り返し側近の口をおさえ、そうであるという所を全くそうではない、そうではないところを全くそうであると言わせ、君主から離反する際にも忠臣の道を用いさせることです。
いわゆる『戦克』（戦って勝つ）というのは、もとから既に衰えきった国に、軍隊が進行して攻めるものです。越王勾践はこれを用いて呉を亡ぼし、楚はこれを用いて陳と蔡をことごとく平らげ、（趙・魏・韓の）三家はこれを用いて（政敵の）智氏を亡ぼし、韓（韓宣子）はこれを用いて東方にある（政敵の祁氏・羊舌氏の）地を切り分けました。
今、世間の者たちは軍事について、『すべて、強大な国が必ず勝ち、小弱な国は必ず滅ぶ。だから小国の君は覇王者になれないし、万乗の主（一万の戦車を持つ大君主）は滅びない』などと主張します。しかし、かつて夏は広くて湯王の殷は狭く、殷は大きくて周は小さく、越は強くて呉は弱かったものでした（が、小国のはずの後者が大国の前者に勝ちました）。これがいわゆる（孫子兵法に言う）『戦わずして勝つは善の善なる者なり』であり、また（道家思想に言う）『陰経の法・夜行の道・天武の類』でございます。
現在、百万の屍が散乱し、流血は千里に及び、しかもなお勝利はいまだ決しておりません。軍功があっても、計略が常にまだ及ばないのです。このゆえに聖人は昭然として（明白に）独り思索し、欣然として（楽しげに）独り喜ぶのです。（ところが今の人は）ひとたび耳に金鼓の音が聞こえたならば武功を希み、旌旗（のぼりばた）の色を見れば軍陣を希み、軍刀の柄を手に握りしめれば戦を希み、出征し闘い合えば勝利を希みますが、これこそが主君を襄（たす）けることで（かえって主君を）破れ亡ぼす理由なのです」
武霊王は深く思い嘆いて言った。「国家の存亡は我が身にあるというのか。なんと幽微なことよ、福の生じる所とは！余はこれを聞いて、日月の巡るたび自ら内省するとしよう。いにしえは徳を修めた者は命を偽らず、要点を得た者はその口数は多くはなかったのだ」

### 老賢者から大将軍に
武霊王に続く恵文王と孝成王の治世下では、50年以上に渡って、あまり国事に参与しなかったようであるが、その次の悼襄王の代で転機がやってきた。紀元前245年、王の失策により、歴戦の将軍である廉頗と楽乗が同時に出奔してしまった（廉頗の項を参照）ため、急遽、龐煖が将軍として抜擢されることになったのである。
『鶡冠子』世賢篇には以下の様なやりとりがある。ここで、龐煖は道家の「無為自然」の思想を説くと共に、本当に有能な家臣は名声が表に出にくいものであるが大事にすべきこと、危機に陥ってからの後手の対処では遅いことを遠回しに王に警告している。
あるとき悼襄王が龐煖に質問した。「君主というのもまた国に（積極的に）何かを為すべきものなのかね」
龐煖「王は名医兪跗の医術をご存知ないのですか？病が既にあれば必ず治癒し、鬼神も彼を避けたと言います。楚王が政務を為し部下の兵を扱うさまは、聖王堯が人に任せるがごとく、親戚を用いないで必ず能臣によってその病を治させ、自分が贔屓する人に任せないで必ず昔馴染みの医者を使いました。楚王は、年老いて病が身にあることを伝え聞くと、必ず兪跗を招いてもてなしたといいます」
悼襄王「ふむ」
龐煖「王はお忘れですか。昔、伊尹は殷の医者となり（つまり王に代わって政務を担当し）、太公は周の武王の医者となり、百里は秦の医者となり、申麃は郢の医者となり、原季は晋の医者となり、范蠡は越の医者となり、管仲は斉の医者となって斉を五箇国の覇者としました。善は一つでありますが、道のことわりは同じではありません」
悼襄王「そのことわりをお聞かせ願いたい」
龐煖「王は魏の文侯が名医扁鵲に問いただした逸話をご存知ないのですか？
文侯『先生は三人兄弟だが、どなたが最も優れた医者であるのかね』
扁鵲『長兄が最高で、次兄がこれに次ぎ、わたくし扁鵲は最も下でございます』
文侯『理由を聞いてもよろしいかな？』
扁鵲『長兄は病の中に神を見ることができ、形になる前から取り除くことができます。ですから、（誰も病に気づかず）その名声は我が家より外には出ませんでした。次兄は病が少し出た途端に治してしまいます。ですから、（誰も病が重かったことに気づかず）その名声は郷里の門より外には出ませんでした。この扁鵲めは血脈を鋭い鍼で刺し、劇薬を投じ、皮膚を裂きました。ですからしばらくして、諸侯に名声が聞こえ出たのでございます』
文侯『そうか。もし（病が大きく露見してから対処するという）扁鵲のやり方によって（斉の桓公が側近の）管仲に医術（つまり政務）を行わせていたならば、いったい桓公は覇者となることができただろうか』
およそこのように、（本当の名医というのは）病がないところに病を見てとり、名の無いうちに治し、形の無いものを使って、最上の功能を成し、その根底にあるものを自然と呼ぶのです。ですから、優れた医者はその造化の本質に従うけれども、劣った医者は無理にこれを破ろうとして、不死を望んでいるのに、（宋の襄公のように）傷が太ももに及んで（死んで）しまうのです」
悼襄王「うむ。余自身には傷を防ぐ力はないが、（龐先生などの名臣がいるのだから）どうして誰かが余の上に毛ほども傷を加えることができようか？」

### 四箇国を統帥する
はじめ将軍としては無名で侮られていた龐煖であるが、燕将劇辛を伐つなどして瞬く間に名声をあげ、戦国時代最後の合従軍（複数の大国による連合軍）の長も務めた。秦の名将王翦も彼との直接対決を避けており、理屈だけではない戦上手であったと思われる。
趙の悼襄王三年（紀元前242年）、燕を攻め、将軍の劇辛を捕虜とする。なお、『史記』「六国年表」「燕召公世家」では、旧友である劇辛の側が龐煖を侮って趙を攻めたことになっており、龐煖はこの戦いで劇辛を敗死させ、燕軍二万を捕虜にしている。
趙の悼襄王四年（紀元前241年）、趙・楚・魏・燕の四箇国の精兵を率いて秦の蕞を攻めたが、陥落させる事ができず、そのため兵を移して斉を討ち、饒安を取る。「六国年表」「楚世家」「春申君列伝」等によれば、同年に楚の春申君が五箇国の合従軍を率いるも函谷関で敗走しており、これと連携した動きだったと思われる。
趙の悼襄王九年（紀元前236年）、趙軍は燕を攻めて貍と陽城を取るも、その隙をついて秦の王翦・桓齮・楊端和が趙を攻め鄴や閼与などを落とす。『韓非子』飾邪篇によれば、この際、燕への遠征軍を指揮していたのは龐煖であり、秦軍侵入の報を受けると軍を移して南に急行するが、既に鄣（漳河一帯）は陥落した後であった。この年、悼襄王が崩御し、子の幽繆王が即位するが、幽繆王の代では用いられなかったらしく、以降、龐煖の活動の記録はない。

## 著作
『漢書』「芸文志」は、縦横家の書籍として『龐煖』二篇、また兵家の書籍として同題の『龐煖』三篇を記載する。どちらも散逸し、現存しない。